# نيمانيا ستانكوفيتش
نيمانيا ستانكوفيتش هو لاعب كرة قدم صربي في مركز الوسط، ولد في 8 أغسطس 1997 في نوفي ساد في صربيا. لعب مع نادي جيلينا.

## وصلات خارجية
- نيمانيا ستانكوفيتش على موقع قاعدة بيانات كرة القدم.إي يو (الإنجليزية)
- نيمانيا ستانكوفيتش على موقع Soccerbase.com (لاعب) (الإنجليزية)
- نيمانيا ستانكوفيتش على موقع Soccerway.com (الإنجليزية)